# Bae Suzy
Bae Su-ji (hangul: 배수지; hanja: 裴秀智; pronúncia coreana: [p̚ɛ.su.dʑi]; Gwangju, 10 de outubro de 1994), mais conhecida como Bae Suzy ou simplesmente Suzy, é uma cantora, atriz e modelo sul-coreana. Ela é ex-integrante do  grupo feminino Miss A sob a JYP Entertainment. Estreou como atriz na série de televisão Dream High (2011) e atuou em outras séries como Gu Family Book (2013), Uncontrollably Fond (2016), While You Were Sleeping (2017), Vagabond (2019), Start-Up (2020), Anna (2022) e Doona! (2023). Estreou no cinema em Architecture 101 (2012). Desde sua estreia cinematográfica de sucesso, ela é conhecida como "O Primeiro Amor da Nação" em seu país de origem.

## Vida pregressa
Bae nasceu em Gwangju, distrito de Buk, na Coreia do Sul, em 10 de outubro de 1994, filha de Bae Wan-young e Jeong Hyun-sook.  Ela tem uma irmã mais velha e um irmão mais novo.  Bae frequentou a School of Performing Arts Seoul e se formou em 2013. Antes de estrear, ela trabalhou como modelo para lojas online.

## Carreira

### 2009–2010: Estreia com Miss A
Em 2009, Bae participou do programa Superstar K da Mnet e passou pela rodada preliminar, mas acabou sendo eliminada. No entanto, ela chamou a atenção de um olheiro da JYP Entertainment e logo se tornou trainee.
Em março de 2010, Bae se tornou integrante do grupo recém-formado Miss A.

### 2010-2016: Ascensão da popularidade e estreia como atriz

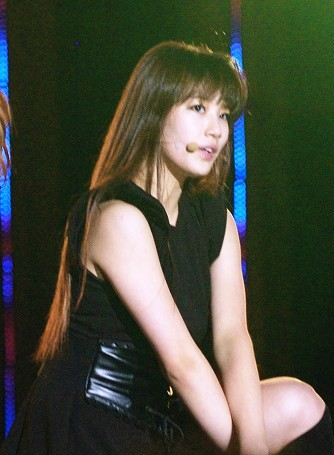
Suzy no Hallyu Dream Concert, 3 de outubro de 2011

Em outubro de 2010, Bae se tornou apresentadora fixa do programa Show! Music Core da MBC ao lado de Minho e Onew, ambos integrantes do SHINee, e Jiyeon, do T-ara. Posteriormente, Bae comandou outros eventos como o Seoul Music Awards, Golden Disc Awards e Mnet 20's Choice Awards, onde conquistou o prêmio na categoria "Nova Estrela em Ascensão de 2011".
Além das atividades do grupo, Bae também se aventurou na atuação. Estreou como atriz no drama adolescente musical Dream High, exibido pela KBS de 3 de janeiro a 28 de fevereiro. Ela também lançou uma OST para o drama, intitulada "Winter Child". O drama foi um sucesso local, alcançando altos índices de audiência durante seus dois meses de exibição; e também ganhou popularidade em outros países. No KBS Drama Awards, Bae ganhou o prêmio de Melhor Atriz Revelação, bem como o prêmio de Melhor Casal com o co-estrela Kim Soo-hyun. Bae também se tornou integrante do elenco do reality show da KBS, Invincible Youth 2. As gravações do primeiro episódio começaram em 19 de outubro e foi ao ar em 11 de novembro.
Bae estreou no cinema com Architecture 101 (2012), interpretando a versão mais jovem da protagonista feminina. Architecture 101 foi um dos dez filmes mais assistidos na Coreia no primeiro trimestre de 2012, e alcançou mais de 4,1 milhões de espectadores nove semanas após seu lançamento nos cinemas; um novo recorde de bilheteria para melodramas coreanos. No mesmo ano, Bae desempenhou um papel coadjuvante no drama da KBS Big, escrito pelas irmãs Hong, ao lado de Gong Yoo e Lee Min-jung.
Bae se tornou a primeira celebridade feminina coreana a ganhar prêmios de revelação em canto, drama, cinema e programa de variedades. Ela recebeu o prêmio de Melhor Atriz Revelação no 48º Baeksang Arts Awards por sua atuação em Architecture 101. Em 22 de dezembro de 2012, Bae conquistou o prêmio de Melhor Revelação na categoria Variedades no KBS Entertainment Awards por sua participação no Invincible Youth 2.
Em 2013, ela estrelou o drama de fusão histórica Gu Family Book ao lado de Lee Seung-gi. Seu talento como atriz foi reconhecido no MBC Drama Awards, ganhando o prêmio de Excelência Máxima, e no Seoul International Drama Awards, conquistando o prêmio de Melhor Atriz. Ela também participou do programa de variedades Healing Camp, tornando-se a convidada mais jovem da atração.
Em maio de 2014, Bae foi escalada para o filme O Som da Flor (2015) como Jin Chae-seon, a primeira cantora de pansori da Coreia. O filme retrata a luta de uma cantora que não tem permissão para se apresentar em público por causa de seu gênero durante a era Joseon. Para se preparar para o papel, Bae treinou pansori por um ano. No mesmo ano, ela colaborou com o cantor e ator taiwanês Show Lo no single "Together In Love", presente em seu álbum Reality Show.
Em janeiro de 2016, Bae lançou um single digital intitulado "Dream" em colaboração com Baekhyun do EXO. A música estreou em primeiro lugar na parada digital semanal da Gaon e ganhou o prêmio de "Melhor Colaboração" no Mnet Asian Music Awards. Em seguida, ela estrelou o melodrama romântico Uncontrollably Fond ao lado de Kim Woo-bin. Bae lançou duas OSTs para o drama, incluindo uma canção composta por ela mesma. Em setembro de 2016, a estátua de cera de Bae no Madame Tussauds Hong Kong foi colocada em exibição. Ela é a primeira celebridade feminina coreana a ter uma réplica de cera em tamanho real no Madame Tussauds.

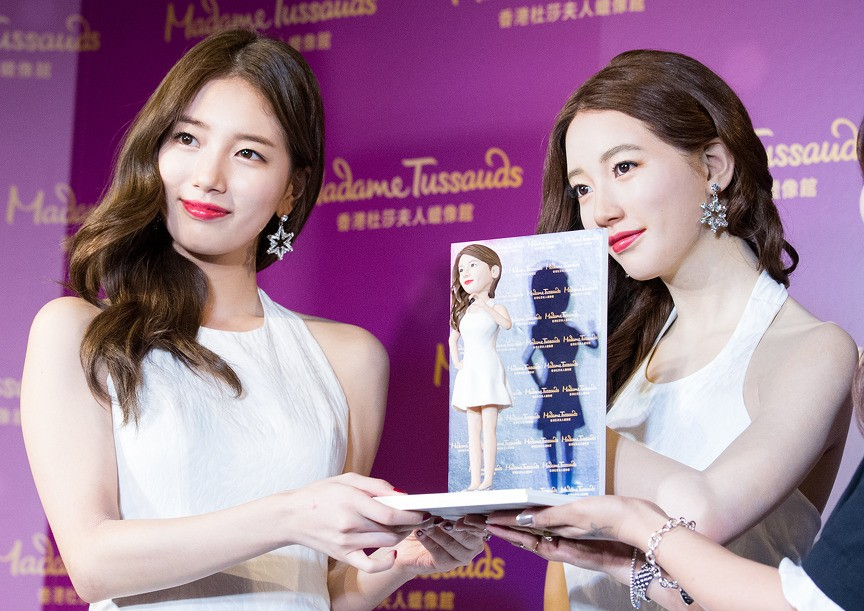
Bae com sua figura de cera, Madame Tussauds Hong Kong, 13 de setembro de 2016

### 2017-presente: Estreia solo e nova agência
Em início de 2017, Bae estreou como artista solo com o álbum intitulado Yes? No?. Seu single de pré-lançamento, "Pretend", foi lançado em 17 de janeiro e alcançou o primeiro lugar em todas as paradas musicais. A faixa-título, "Yes, No, Maybe", foi lançada uma semana depois, em 24 de janeiro de 2017. Em fevereiro de 2017, Bae lançou um dueto com o cantor Park Won, intitulado "Don't Wait for Your Love". Em seguida, ela retornou à televisão, estrelando ao lado de Lee Jong-suk no drama de suspense e fantasia While You Were Sleeping, que estreou em setembro de 2017. Em 27 de dezembro, após o anúncio da saída de Min, a JYP Entertainment anunciou a dissolução do Miss A. Bae renovou seu contrato com a JYP Entertainment.

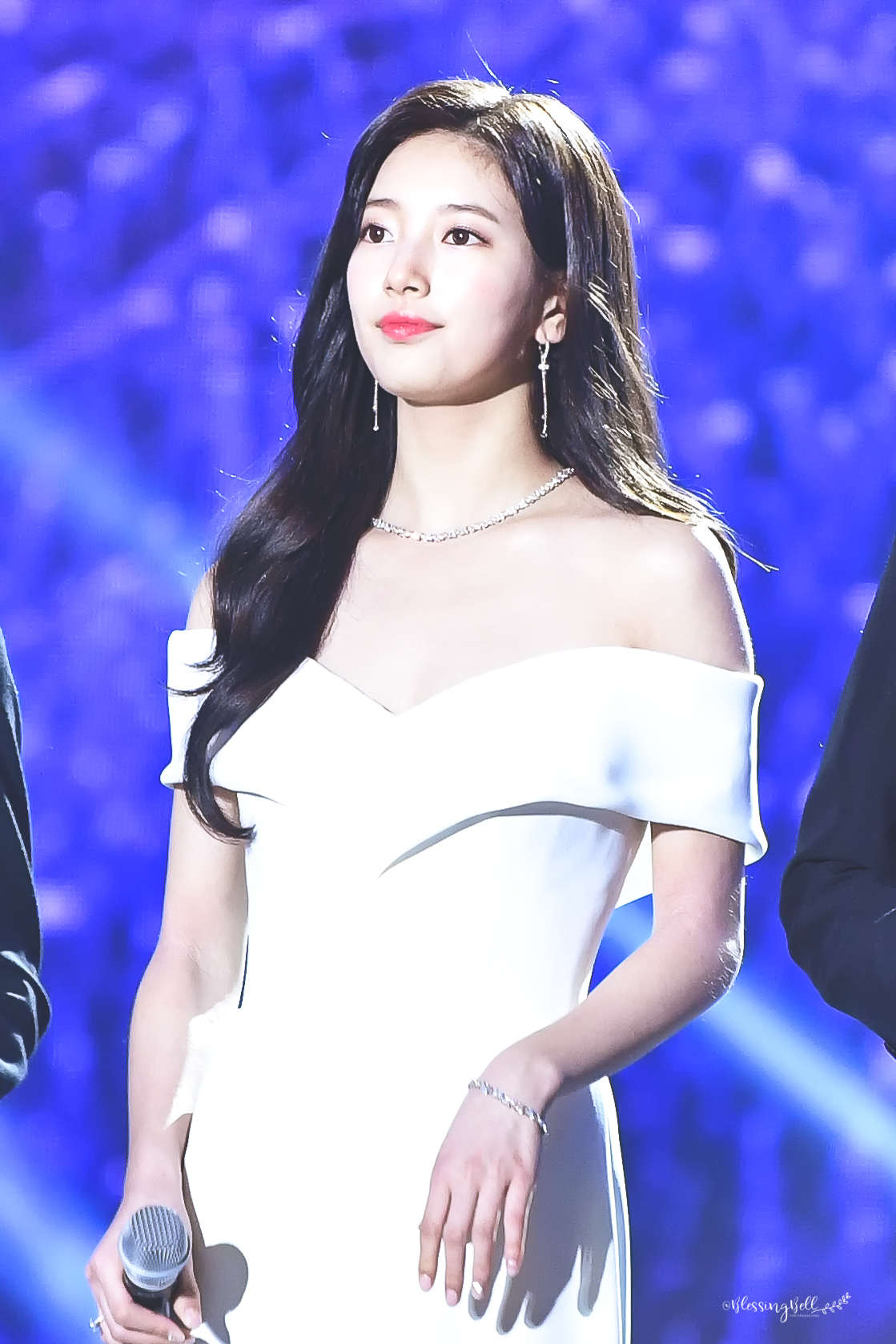
Suzy fotografada no Baeksang Awards em 2018

Em 22 de janeiro de 2018, Bae lançou sua faixa de pré-lançamento intitulada "In Love with Someone Else", que alcançou o topo das paradas em tempo real. Seu segundo álbum, intitulado Faces of Love, foi lançado em 29 de janeiro, com o single principal "Holiday". Em 14 de fevereiro, o videoclipe de sua faixa b-side, "Sober", foi lançado. Em 9 de março, Bae lançou seu quarto videoclipe para o single "Midnight", com um conjunto de piano de Yiruma.
Em 31 de março de 2019, Bae deixou a JYP Entertainment após o término de seu contrato. Em seguida, ela assinou contrato com a agência de atores Management SOOP. Ela então estrelou o drama de espionagem e ação Vagabond, interpretando uma agente secreta; e o filme de ação Ashfall, interpretando a esposa de Ha Jung-woo.
Em 2020, Bae estrelou o drama Start-Up como uma aspirante a empreendedora que sonha em se tornar a Steve Jobs da Coreia criando uma startup.
Em 17 de fevereiro de 2022, ela voltou como cantora após 4 anos com um single intitulado "Satellite". Três meses depois, ela se juntou ao projeto do segundo álbum do músico Kang Seung-won, cantando a quinta faixa "Because I Love You", uma balada sobre sentimentos tímidos de amor. No mesmo ano, ela estrela a série Anna da Coupang Play, interpretando a personagem principal Lee Anna/Lee Yu-mi, uma mulher que vive uma vida completamente diferente sob uma nova identidade, começando com uma pequena mentira que ela inventou. O público elogiou muito Bae por suas habilidades de atuação e expressão das emoções da personagem Anna na série de seis episódios (reduzida da contagem original de oito episódios). Em 6 de outubro, Bae lançou o single digital "Cape" e seu videoclipe.
Em outubro de 2023, Suzy estrelou o K-drama da Netflix Doona! como a personagem titular, uma ex-idol que tem um relacionamento amoroso com um estudante universitário (interpretado por Yang Se-jong).

## Imagem pública e impacto

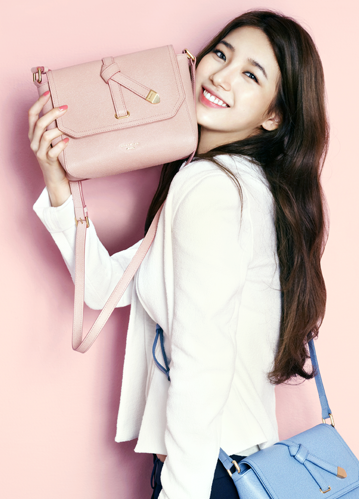
Modelagem Bae para a coleção outono/inverno 2014 da Bean Pole

Bae se tornou uma das estrelas de propaganda mais requisitadas da Coreia do Sul, sendo aclamada como a "Rainha CF" devido aos numerosos contratos publicitários que vão desde cosméticos e roupas até produtos básicos como açúcar. Ela faturou mais de 10 bilhões de wons em 2013, com mais de 14 contratos de propaganda em um ano. Em 2020, Bae foi apelidada de "Humana Dior" pelos fãs que notaram que ela sempre usa e divulga a marca. Em 2021, o South China Morning Post listou seu patrimônio líquido estimado em US$ 25 milhões. Em abril de 2022, ela foi anunciada como embaixadora da grife francesa de luxo Dior após participar do desfile Dior Outono 2022 na Universidade de Mulheres Ewha da Coreia do Sul. Em maio de 2022, ela se tornou a primeira artista sul-coreana a ser Embaixadora da Elegância da marca de relógios de luxo suíça Longines.
Ídolos que citaram Bae como influência ou modelo incluem Bona do WJSN, Arin do Oh My Girl, Jung Chae-yeon, Soodam do Secret Number, Johyun do Berry Good, Yerin do GFriend, Nayun do Momoland e Yoomin do Melody Day.

## Filantropia
Em abril de 2014, Bae doou ₩50 milhões para as vítimas do naufrágio da balsa Sewol, para ser usado no auxílio aos desaparecidos e sobreviventes da balsa Sewol e às famílias das vítimas. No mesmo ano, ela se registrou para doação de órgãos e tecidos. Em abril de 2015, Bae ingressou na Comunidade do Cofre de Assistência Social como 791ª membro da Sociedade de Honra, um grupo de grandes doadores com mais de 100 milhões de won.
Em junho de 2016, Bae doou ₩10 milhões para famílias de baixa renda em sua cidade natal, Gwangju. Em março de 2017, ela doou ₩100 milhões para a Sede de Prática de Compartilhamento de Vida, para serem usados em despesas de tratamento de pacientes. No dia 10 de outubro de 2018, seu aniversário, Bae doou ₩100 milhões para a Sede de Prática de Compartilhamento de Vida, para serem usados no tratamento de crianças com câncer e leucemia.
Em abril de 2019, Bae doou ₩100 milhões para a Associação Nacional de Assistência a Desastres Hope Bridge para ajudar as vítimas dos grandes incêndios florestais em Gangwon-do. No aniversário dela, em 10 de outubro de 2019, ela fez uma doação de ₩100 milhões para crianças com doenças incuráveis.
Em fevereiro de 2020, Bae doou ₩100 milhões para a Good Neighbors (ONG Internacional de Desenvolvimento Humanitário) para prevenir a propagação da COVID-19 e apoiar a classe de baixa renda. Em agosto, ela doou ₩100 milhões para as vítimas das enchentes afetadas por chuvas torrenciais, por meio da Hope Bridge National Disaster Relief Association. Em setembro, ela doou ₩50 milhões para a campanha 'Sonhos de Eunbyul' para apoiar os sonhos de crianças de famílias de baixa renda e grupos marginalizados. Em outubro de 2020, Bae fez uma doação de ₩100 milhões através da Life Sharing Practice Headquarters para apoiar pacientes com doenças incuráveis e câncer pediátrico.
Em maio de 2021, Bae doou ₩100 milhões para a Happiness Sharing Association antes do Dia das Crianças e sua doação foi usada para apoiar crianças em orfanatos e apoiar a subsistência de crianças que encerraram a proteção. Em julho de 2021, ela doou ₩100 milhões através da Life Sharing Practice Headquarters para apoiar cirurgias cardíacas de bebês prematuros.
Em março de 2022, Bae fez uma doação de ₩100 milhões para a Hope Bridge National Disaster Relief Association para ajudar as vítimas do enorme incêndio florestal que começou em Uljin, Gyeongbuk e se espalhou para Samcheok, Gangwon. Em agosto, Bae doou ₩100 milhões para ajudar as pessoas afetadas pelas enchentes da Coreia do Sul de 2022 por meio da Hope Bridge National Disaster Relief Association.
Em fevereiro de 2023, Bae doou ₩100 milhões para ajudar no terremoto na Turquia e na Síria de 2023 por meio do UNICEF da Coreia. Em julho, ela fez uma doação de ₩100 milhões para a Hope Bridge National Disaster Relief Association para ajudar as vítimas das enchentes da Coreia do Sul de 2023.

## Discografia

### EPs
- Yes? No? (2017)
- Faces of Love (2018)